# Theodor Reuter (Theologe)
Johann Albrecht Theodor Reuter (* 24. Dezember 1813 in Pokrent; † 30. Mai 1864 zwischen Bützow und Güstrow) war ein deutscher lutherischer Theologe, Pastor und Parlamentarier.

## Leben
Theodor Reuter war der Sohn des Theologen Gottlieb Reuter (1781–1853). Sein Cousin war der niederdeutsche Schriftsteller Fritz Reuter. Sein Abitur erlangte er in Schwerin. Danach studierte er in Berlin, bevor er sich an der Universität Rostock für das Fach Theologie einschrieb. Ab 1838 war er Collaborator, ab 1846 Oberlehrer an der Domschule in Güstrow. 1849 übernahm er als Pastor die Pfarrstelle in Jördenstorf bei Teterow, die er bis zu seinem Tode betreute. 1847 wurde Theodor Reuter Mitglied des Vereins für mecklenburgische Geschichte und Altertumskunde. 1848/49 war er Mitglied des verfassungsgebenden Landtages in Schwerin.